# 名目
| ウィキペディアには「名目」という見出しの百科事典記事はありません（タイトルに「名目」を含むページの一覧/「名目」で始まるページの一覧）。 代わりにウィクショナリーのページ「名目」が役に立つかもしれません。 |